# Raphignathidae
Raphignathidae är en familj av spindeldjur. Raphignathidae ingår i ordningen kvalster, klassen spindeldjur, fylumet leddjur och riket djur.